# Pseudogaurax flavidorsatus
Pseudogaurax flavidorsatus är en tvåvingeart som beskrevs av Ismay 1991. Pseudogaurax flavidorsatus ingår i släktet Pseudogaurax och familjen fritflugor. Inga underarter finns listade i Catalogue of Life.